# Sollefteå församling
Sollefteå församling är en församling inom Svenska kyrkan i Ådalens kontrakt av Härnösands stift i södra Ångermanland, Sollefteå kommun, Västernorrlands län.
Församlingen ingår i Sollefteå pastorat och omfattar Sollefteå stad samt kringliggande landsbygd såväl söder som norr om Ångermanälven.
Församlingskyrka är Sollefteå kyrka. 

## Administrativ historik
Församlingen har medeltida ursprung. Omkring 1400 utbröts Multrå församling. 
Församlingen var till 1 maj 1918 moderförsamling i pastoratet Sollefteå och Ed som från omkring 1400 utökades med Multrå församling och från 1600-talet till 1873 Långsele församling och mellan 1673 och 1873 Graninge församling. Från 1 maj 1918 till 2002 moderförsamling i pastoratet Sollefteå och Multrå. Församlingen ingick mellan 2002 och 2021 i Sollefteå-Boteå pastorat. Församlingen är sedan 2021 del av Sollefteå pastorat.

## Kyrkor
- Sollefteå kyrka